# Škrinjari
Škrinjari falu Horvátországban Kapronca-Kőrös megyében. Közigazgatásilag Sveti Ivan Žabnóhoz  tartozik.

## Fekvése
Kőröstől 11 km-re délkeletre, községközpontjától 2 km-re délnyugatra fekszik.

## Története
A település lakosságát 1931-ben számlálták meg először, ekkor 108 lakosa volt. Trianonig Belovár-Kőrös vármegye Körösi járásához tartozott. 2001-ben 227 lakosa volt.

## Külső hivatkozások
A község hivatalos oldala